# Isaiah Joe
Derrick Isaiah Joe (Fort Smith, Arkansas, 2 de julio de 1999) es un baloncestista estadounidense que pertenece a la plantilla de los Oklahoma City Thunder de la NBA. Con 1,91 metros de estatura, juega en la posición de escolta.

## Trayectoria deportiva

### Universidad
Jugó dos temporadas con los Razorbacks de la Universidad de Arkansas, en las que promedió 15,2 puntos, 3,4 rebotes, 1,7 asistencias y 1,5 robos de balón por partido. Al término de su primera temporada fue incluido en el mejor quinteto freshman de la Southeastern Conference. Hizo 113 triples en 273 intentos (41,4%), rompiendo el récord de Arkansas que anteriormente tenía Scotty Thurman (102) y empatando el récord para un estudiante de primer año en la SEC, mientras que también lideró la conferencia en porcentaje de tres puntos.
Al término de su segunda temporada anunció que renunciaba a los dos años de universidad que le quedaban, presentándose al Draft de la NBA. El 1 de agosto de 2020 anunció que cambiaba de idea y regresaba a Arkansas, aunque finalmente el día 17 de ese mismo mes confirmó que sí entraría en el draft.

#### Estadísticas
| Año     | Equipo   | PJ | PT | MPP  | %TC  | %3P  | %TL  | RPP | APP | ROB | TPP | PPP  |
| ------- | -------- | -- | -- | ---- | ---- | ---- | ---- | --- | --- | --- | --- | ---- |
| 2018–19 | Arkansas | 34 | 34 | 30.1 | .413 | .414 | .756 | 2.8 | 1.7 | 1.5 | .1  | 13.9 |
| 2019–20 | Arkansas | 26 | 25 | 36.1 | .367 | .342 | .890 | 4.1 | 1.7 | 1.4 | .3  | 16.9 |
| Total   | Total    | 60 | 59 | 32.7 | .390 | .378 | .827 | 3.4 | 1.7 | 1.5 | .2  | 15.2 |

### Profesional
Fue elegido en la cuadragésimo novena posición del Draft de la NBA de 2020 por los Philadelphia 76ers. El 3 de diciembre firmó contrato con el equipo.
Tras dos temporadas con los Sixers, el 16 de octubre de 2022 fichó por los Oklahoma City Thunder.
El 7 de julio de 2024 renueva con los Thunder. El 22 de junio de 2025 se proclamó campeón de la NBA por primera vez en su carrera tras vencer a Indiana Pacers en la Final de la NBA (4-3).

## Estadísticas de su carrera en la NBA
|  | Denota temporadas en las que su equipo fue Campeón de la NBA |

### Temporada regular
| Año     | Equipo        | PJ  | PT | MPP  | %TC  | %3P  | %TL  | RPP | APP | ROB | TPP | PPP  |
| ------- | ------------- | --- | -- | ---- | ---- | ---- | ---- | --- | --- | --- | --- | ---- |
| 2020-21 | Philadelphia  | 41  | 1  | 9.3  | .361 | .368 | .750 | .9  | .5  | .3  | .1  | 3.7  |
| 2021-22 | Philadelphia  | 55  | 1  | 11.1 | .350 | .333 | .935 | 1.0 | .6  | .3  | .1  | 3.6  |
| 2022-23 | Oklahoma City | 73  | 10 | 19.1 | .441 | .409 | .820 | 2.4 | 1.2 | .7  | .1  | 9.5  |
| 2023-24 | Oklahoma City | 78  | 1  | 18.5 | .458 | .416 | .865 | 2.3 | 1.3 | .6  | .3  | 8.2  |
| 2024-25 | Oklahoma City | 74  | 16 | 21.7 | .440 | .412 | .821 | 2.6 | 1.6 | .6  | .1  | 10.2 |
| Total   | Total         | 321 | 29 | 16.9 | .431 | .402 | .827 | 2.0 | 1.1 | .5  | .1  | 7.6  |

### Playoffs
| Año   | Equipo        | PJ | PT | MPP  | %TC  | %3P  | %TL  | RPP | APP | ROB | TPP | PPP |
| ----- | ------------- | -- | -- | ---- | ---- | ---- | ---- | --- | --- | --- | --- | --- |
| 2021  | Philadelphia  | 4  | 0  | 2.4  | .333 | .000 | —    | .0  | .3  | .0  | .0  | .5  |
| 2022  | Philadelphia  | 7  | 0  | 2.1  | .400 | .333 | —    | .3  | .0  | .0  | .0  | .7  |
| 2024  | Oklahoma City | 10 | 2  | 17.3 | .444 | .410 | —    | 2.2 | 1.0 | .5  | .0  | 6.4 |
| 2025  | Oklahoma City | 21 | 0  | 10.0 | .493 | .411 | .857 | 1.4 | .7  | .3  | .1  | 5.1 |
| Total | Total         | 42 | 2  | 9.7  | .467 | .400 | .857 | 1.3 | .6  | .3  | .0  | 4.2 |